# Arsen Khubulov
Arsen Davidovich Khubulov (tiếng Nga: Арсен Давидович Хубулов; sinh ngày 13 tháng 12 năm 1990) là một cầu thủ bóng đá người Nga. Anh chơi ở vị trí tiền vệ chạy cánh phải cho F.K. Anzhi Makhachkala.

## Thống kê sự nghiệp
Tính đến 20 tháng 5 năm 2018
| Câu lạc bộ          | Mùa giải            | Giải vô địch                | Giải vô địch | Giải vô địch | Cúp     | Cúp       | Châu lục | Châu lục  | Khác    | Khác      | Tổng cộng | Tổng cộng |
| Câu lạc bộ          | Mùa giải            | Hạng đấu                    | Số trận      | Bàn thắng    | Số trận | Bàn thắng | Số trận  | Bàn thắng | Số trận | Bàn thắng | Số trận   | Bàn thắng |
| ------------------- | ------------------- | --------------------------- | ------------ | ------------ | ------- | --------- | -------- | --------- | ------- | --------- | --------- | --------- |
| Avtodor Vladikavkaz | 2008                | PFL                         | 8            | 0            | 1       | 0         | –        | –         | –       | –         | 9         | 0         |
| Avtodor Vladikavkaz | 2009                | PFL                         | 30           | 5            | 1       | 0         | –        | –         | –       | –         | 31        | 5         |
| Avtodor Vladikavkaz | Tổng cộng           | Tổng cộng                   | 38           | 5            | 2       | 0         | 0        | 0         | 0       | 0         | 40        | 5         |
| Spartak Vladikavkaz | 2010                | Giải bóng đá ngoại hạng Nga | 8            | 1            | 3       | 0         | –        | –         | –       | –         | 11        | 1         |
| Spartak Vladikavkaz | 2011–12             | FNL                         | 44           | 6            | 1       | 0         | 4        | 0         | –       | –         | 49        | 6         |
| Spartak Vladikavkaz | 2012–13             | Giải bóng đá ngoại hạng Nga | 14           | 2            | 0       | 0         | –        | –         | –       | –         | 14        | 2         |
| Spartak Vladikavkaz | Tổng cộng           | Tổng cộng                   | 66           | 9            | 4       | 0         | 4        | 0         | 0       | 0         | 74        | 9         |
| Kuban Krasnodar     | 2013–14             | Giải bóng đá ngoại hạng Nga | 14           | 1            | 1       | 1         | 5        | 0         | –       | –         | 20        | 2         |
| Kuban Krasnodar     | 2014–15             | Giải bóng đá ngoại hạng Nga | 15           | 0            | 2       | 0         | –        | –         | –       | –         | 17        | 0         |
| Kuban Krasnodar     | 2015–16             | Giải bóng đá ngoại hạng Nga | 26           | 2            | 1       | 0         | –        | –         | –       | –         | 27        | 2         |
| Kuban Krasnodar     | 2016–17             | FNL                         | 18           | 3            | 0       | 0         | –        | –         | –       | –         | 18        | 3         |
| Kuban Krasnodar     | Tổng cộng           | Tổng cộng                   | 73           | 6            | 4       | 1         | 5        | 0         | 0       | 0         | 82        | 7         |
| Anzhi Makhachkala   | 2016–17             | Giải bóng đá ngoại hạng Nga | 10           | 5            | 1       | 0         | –        | –         | –       | –         | 11        | 5         |
| Anzhi Makhachkala   | 2017–18             | Giải bóng đá ngoại hạng Nga | 26           | 3            | 0       | 0         | –        | –         | 1       | 0         | 27        | 3         |
| Anzhi Makhachkala   | Tổng cộng           | Tổng cộng                   | 36           | 8            | 1       | 0         | 0        | 0         | 1       | 0         | 38        | 8         |
| Tổng cộng sự nghiệp | Tổng cộng sự nghiệp | Tổng cộng sự nghiệp         | 213          | 28           | 11      | 1         | 9        | 0         | 1       | 0         | 234       | 29        |

## Danh hiệu

### F.K. Alania Vladikavkaz
- Cúp quốc gia Nga (1): Á quân 2010-11

### F.K. Kuban Krasnodar
- Cúp quốc gia Nga (1): Á quân 2014-15